# ロマニペン
ロマニペン（ロマニペ、ロマニヤ、ロマイモス）は ロマ人の人生哲学でロマ文化、ロマの慣習や法律を総体化したものである。
ロマニペンにはカースト制度やヒンドゥー教の影響もある。カーストの名前は職業に基づいて、特定の領域、グループの特異性を示す。クリス (KRIS) は内部紛争を解決する機関で、その裁判でロマ人の間に調和を回復する（通常はそれらの有罪判決は罰金またはカーストからの排除である）。ロマ社会では血統的にロマであってもロマニペンを持たぬ者は非ロマ（ガジェ、GAJE）と看做され、血統的に非ロマでも養子等でロマニペンを持つ者はロマである。
神性の名前は デベル (DEVEL) である。